# (580) Selene
(580) Selene es un asteroide perteneciente al cinturón exterior de asteroides descubierto el 17 de diciembre de 1905 por Maximilian Franz Wolf desde el observatorio de Heidelberg-Königstuhl, Alemania.
Está nombrado por Selene, una diosa de la mitología griega.